# Trong lòng đất
Trong lòng đất (tên tiếng Anh: Viet and Nam, được hiểu: Việt và Nam) là một bộ phim điện ảnh chính kịch – tâm lý của Việt Nam và Philippines mang chủ đề đồng tính năm 2024 do Trương Minh Quý làm đạo diễn. Đây là tác phẩm điện ảnh thứ ba và là tác phẩm hư cấu đầu tiên của anh. Phim được ghi hình bằng phim nhựa 16 mm và được xây dựng từ sự kiện 39 người Việt vượt biên, nhập cảnh trái phép vào Anh. Bộ phim được sản xuất chính bởi Epicmedia Productions cùng sự tham gia của Bradley Liew và Bianca Balbuena trong vai trò nhà sản xuất. Ngoài ra, phim còn có sự góp mặt của các nhà đồng sản xuất như E&W Films (Singapore), Deuxième Ligne Films (Pháp), An Original Picture (Hà Lan), Volos Films Italia (Ý), Scarlet Visions (Đức), Lagi Limited (Việt Nam) & Cinema Inutile (Hoa Kỳ). Theo Purin Pictures, phim có thời lượng kéo dài khoảng 100 phút.
Vào tháng 4 năm 2024, phim được công bố xác nhận tranh giải trong hạng mục Un Certain Regard tại Liên hoan phim Cannes lần thứ 77 được diễn ra từ ngày 14 đến ngày 25 tháng 5 năm 2024. Đây là bộ phim Việt Nam đầu tiên được lọt vào vòng chọn chính thức của Cannes. Tuy nhiên, vào ngày 9 tháng 5, phim được Cục Điện ảnh Việt Nam công bố "không cấp phép phổ biến" trong nước. Cũng chính vì lý do này, phim đã bỏ quốc gia Việt Nam khi trình chiếu thế giới.

## Nội dung
Câu chuyện lấy bối cảnh vào năm 2001 khi Việt Nam đang cấm hôn nhân cùng giới, Nam và Việt là hai thợ mỏ thiếu niên sinh sống ở một vùng nông thôn của Việt Nam. Cả hai đã có mối quan hệ tình cảm với nhau nhưng điều này lúc bấy giờ được xem là trái pháp luật. Là thợ mỏ nên Nam và Việt phải thường xuyên sinh sống trong điều kiện ngột ngạt nằm sâu trong lòng đất. Chính vì những điều này, Nam đã quyết định rời khỏi Việt Nam thông qua các thùng container và rời xa tình yêu đích thực của mình. Nhưng trước khi rời đi, Nam có những bí ẩn cần phải được giải quyết khi bố, một người lính trong Quân đội nhân dân Việt Nam, đến khi hy sinh, ông cũng không biết rằng mình đã có một đứa con trai. Thông qua những tìm kiếm, Nam dần phát hiện ba mình đã hy sinh khi tiến về biên giới Campuchia thông qua những giấc mơ của mẹ và những ký ức đầy mơ hồ.

## Diễn viên
- Phạm Thanh Hải vai Nam
- Đào Duy Bảo Định vai Việt
- Nguyễn Thị Nga vai bà Hoa, mẹ của Nam
- Lê Viết Tụng vai ông Ba, người bạn của ba Nam[5][6]

Theo chia sẻ trên Đài phát thanh quốc tế Pháp, các diễn viên trong phim hầu hết đều là diễn viên không chuyên, tuy nhiên, lại có câu chuyện tương đồng với nhân vật. Điển hình như việc người thủ vai cựu chiến binh là ông Lê Viết Tùng, một người lính cách mạng tham gia Chiến tranh Việt Nam hay mẹ của Nam trong phim đã là một người phụ nữ có chồng là liệt sĩ.

## Sản xuất

### Phát triển
Bộ phim bắt đầu được lên kế hoạch từ tháng 1 năm 2020, chỉ vài tháng sau khi Trương Minh Quý chuyển đến Pháp du học và hoàn thành bộ phim tài liệu dài tập The Treehouse. Trong dự án, anh cùng Bianca Balbuena và Bradley Liew – hai nhà sản xuất Epicmedia Productions hợp tác làm việc cùng nhau khi đã là đồng nghiệp được 20 năm. Khi xây dựng kịch bản, anh khẳng định rằng, bộ phim không "nói về đất nước" và mà "góc nhìn của một nghệ sĩ về đất nước". Trong chia sẻ vào tháng 12 năm 2020 tại Liên hoan phim quốc tế Rotterdam, Quý đã chia sẻ thảm kịch về 39 người Việt Nam cố gắng di cư vào châu Âu và những hoàn cảnh khó khăn của họ chính là một trong các nguyên nhân để anh đã ra đời một tác phẩm mang đậm lịch sử, văn hóa và thuộc về Việt Nam. Anh khẳng định trong lúc vụ tại nạn xảy ra, bản thân anh cũng đang sinh sống tại châu Âu và một sự trùng hợp khác là chiếc container chứa 39 người Việt đã từng bị mắc kẹt tại Bỉ trước khi được vận chuyển sang Anh thì anh cũng từng sinh sống tại Bỉ trước khi đến Pháp. Anh cho rằng, cảm giác khi biết được chuyện này "rất phức tạp".

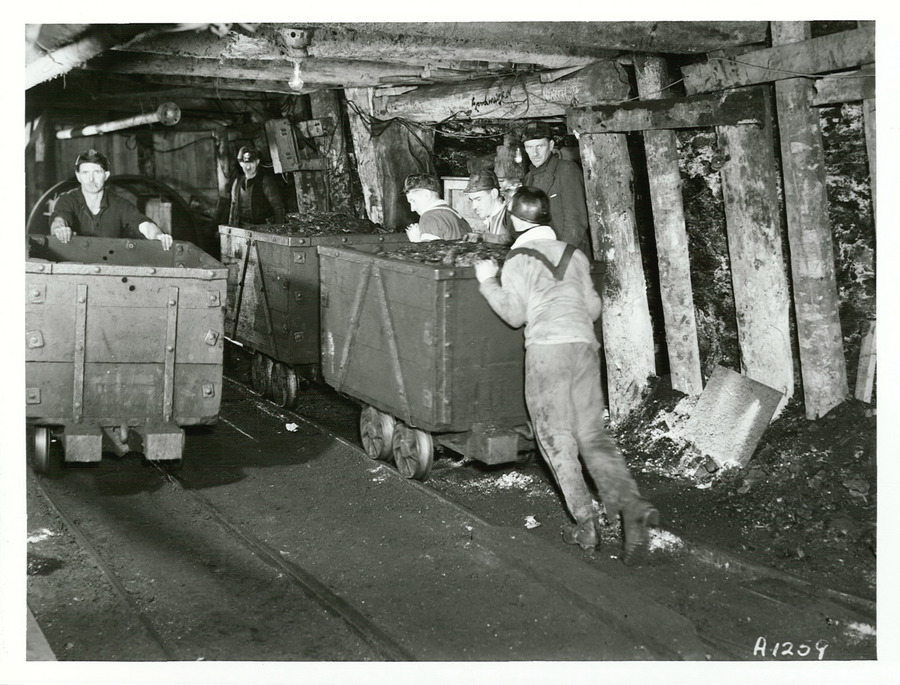
Các công nhân đang khai thác than đá, một trong những chủ đề chính của bộ phim.

Tuy nhiên, khi được hỏi về chủ đề chính trong phim thì anh cho rằng, thảm kịch về 39 người Việt Nam chết ở Anh không phải là chủ đề chính mà đó chính là chủ đề khai thác than và đồng tính. Lý do nó được lựa chọn là bởi vì anh mong muốn dùng nó như một phép ẩn dụ cho việc đi sâu vào ký ức, lịch sử và mở rộng từ đó. Đồng thời, lý do lựa chọn chủ đề đồng tính là do đạo diễn cũng là một người đồng tính. Ngoài ra, theo Quý, nhân vật Nam trong bộ phim được xây dựng là chàng trai trẻ có mong muốn đi ra nước ngoài, và trước đó anh phải đi tìm hiểu về người cha của mình là một người lính của Quân đội nhân dân Việt Nam bị tử nạn trong Chiến tranh Việt Nam. Anh cho biết, mình đã liên kết giữa quá khứ và hiện tại, cùng chiều sâu của mỏ than và mối tình của anh cùng với người yêu cùng làm thợ mỏ. Phim cũng chính là giải đáp thắc mắc của anh và câu trả lời từ góc nhìn của những người di cư Việt. Anh cho biết, "Nam chưa từng gặp cha mình, một người lính tử trận, nhưng xã hội lại bảo anh phải yêu quý người đó, nhưng làm sao để có thể yêu quý một người cha mà mình chưa từng gặp?". Đạo diễn Quý chia sẻ, việc này có thể gây ra tranh cãi nhưng nó lại là thắc mắc chính đáng của một cá nhân.
Đây chính là dự án điện ảnh thứ 3 của đạo diễn Trương Minh Quý. Đây đồng thời cũng là tác phẩm hư cấu đầu tiên của anh. Phim sau đó cũng đã được Quỹ Hubert Bals cam kết hỗ trợ phát triển. Theo đăng tải trên Cinéfondation, kinh phí thực hiện bộ phim dao động khoảng 800.000 euro.

### Ghi hình
Phim được thực hiện ghi hình bằng phim nhựa 16 mm và được tài trợ bởi hàng loạt Quỹ điện ảnh trên thế giới như Quỹ tiếng nói và phát triển dự án Hubert Bals, Quỹ sản xuất hình ảnh Purin, Quỹ điện ảnh Học viện MPA APSA, Quỹ phát triển chương trình hỗ trợ Talents Tokyo Next Masters, Hỗ trợ sản xuất Visions Sud Est, Quỹ Điện ảnh Thế giới, Quỹ hợp tác Sản xuất Đông Nam Á IMDA, Quỹ Hợp tác Phát triển Sản xuất Quốc tế & Hỗ trợ Công ty Normandy, Tổ chức Quốc tế Pháp ngữ (OIF), Hỗ trợ Điện ảnh Thế giới CNC, Chương trình Hợp tác Sản xuất NFF + HBF, Quỹ Hợp tác sản xuất FDCP Asean (ACOF) và Quỹ Hợp tác Sản xuất TFL. Phim được sản xuất bởi Epicmedia Productions (Philippines). Ngoài ra, phim còn có sự tham gia của nhiều nhà  đồng sản xuất đến từ các quốc gia khác nhau như E&W Films (Singapore), Deuxième Ligne Films (Pháp), An Original Picture (Hà Lan), Volos Films Italia (Ý), Scarlet Visions (Đức), Lagi Limited (Việt Nam) & Cinema Inutile (Hoa Kỳ). Như vậy, phim đã có sự tham gia sản xuất của tổng cộng 8 quốc gia khác nhau. Các cảnh quay của phim được cho là ghi hình tại Bắc Bộ, Tây Nguyên rồi khu vực Nam Bộ của Việt Nam và tại Philippines. Các máy quay cũng đã phải di chuyển sâu bên dưới hàng trăm mét để thực hiện các cảnh quay trong lòng đất.
Quá trình hậu kỳ của phim được xây dựng tại Hà Lan, Singapore, Pháp và Campuchia và quá trình xử lý diễn ra tại Kho phim Kodak Cinelab Bucharest của România.

## Phát hành
Theo trên trang thông tin phim của Liên hoan phim Cannes, phim có thời lượng kéo dài khoảng 129 phút. Đây là bộ phim Việt Nam đầu tiên lọt vào vòng chọn chính thức tại Cannes. Khi ra mắt tại Cannes, Trương Minh Quý cũng sẽ trở thành đạo diễn có quốc tịch Việt Nam đầu tiên có phim được chính thức chọn tranh giải tại Liên hoan phim Cannes. Pyramide International, một nhà phân phối phim tại Pháp có đưa ra thông cáo về việc sở hữu quyền phát hành bộ phim trên toàn cầu trừ Pháp. Trong thời điểm này, vào ngày 11 tháng 5, Pyramide International chính thức công bố một đoạn video ngắn giới thiệu về bộ phim. Phim được dự kiến khởi chiếu trên thế giới vào ngày 22 tháng 5. Ngoài Liên hoan phim Cannes, phim cũng được lựa chọn trình chiếu tại Liên hoan phim Sydney, Liên hoan phim quốc tế Singapore... Ngoài ra, bộ phim cũng được phát hành lần đầu ở Bắc Mỹ thông qua Liên hoan phim quốc tế Toronto trong chương trình Wavelengths, và được lựa chọn trình chiếu trong Chương trình chiến của Liên hoan phim New York. Tại Liên hoan phim MAMI Mumbai 2024, phim đã được lựa chọn tham gia tranh cử trong hạng mục Điện ảnh Thế giới.
Khi bộ phim được đề cử Cannes, Cục Điện ảnh Việt Nam đã thông tin bộ phim đã bị cấm phổ biến tại Việt Nam. Lý do không được nêu ra cụ thể. Tuy nhiên, trên Screen International lại cho rằng bộ phim bị cấm chiếu vì "cái nhìn u ám, bế tắc" về đất nước và con người Việt Nam. Chính vì lý do bộ phim bị cấm phổ biến, công ty Lagi có trụ sở tại Việt Nam đã rút khỏi danh sách các đơn vị sản xuất để có thể trình chiếu phim tại Liên hoan phim Cannes mà không qua kiểm duyệt tại Việt Nam. Trước thông tin này, đạo diễn Quý có chia sẻ thêm, "Tôi hy vọng một ngày nào đó mọi người có thể thấy bộ phim là sự thể hiện nhẹ nhàng và đầy cảm xúc về những gì đang diễn ra trên đất nước của một nhà làm phim Việt". Tại Liên hoan phim quốc tế Busan, anh nói thêm, "Kiểm duyệt quá nặng nề. Không có sự ủng hộ nào trong nước đối với phim độc lập". Cũng chính vì lẽ này, phim đã phải từ bỏ "quốc tịch" Việt Nam khi trình chiếu thế giới và trở thành dự án phim do Philippines dẫn đầu.

## Đón nhận

### Đánh giá
Đăng tải trên Sortiraparis, bộ phim được cho là táo bạo khi khám phá mối liên kết giữa một cá nhân và một lịch sử chưa giải quyết, giữa hiện thực và dư âm của nó kéo dài đến ngày nay. Đạo diễn Thierry Frémaux – giám đốc Institut Lumière của Liên hoan phim Cannes đã ca ngợi và cho biết Liên hoan phim sẽ chào đón bộ phim của Quý. Đăng tải trên South China Morning Post, nhà báo James Mottram đã ca ngợi sự đặt tên kết hợp giữa "Việt" và "Nam" như một sự đồng cảm, đại diện cho sự tàn phá của chiến tranh mà người Việt Nam phải gánh chịu. Mottram đã ca ngợi anh áp dụng cách mô tả tâm linh như đạo diễn người Thái Apichatpong Weerasethakul như cảnh tượng hai người yêu nhau trần truồng trên đống than; cảnh tượng tàn thuốc dựng đứng cạnh một ngôi mộ; người tị nạn đi qua sông cùng tài sản họ nằm trôi nổi trong túi nhựa;... Anh ca ngợi phim đã thành công thể hiện sự dũng cảm về nỗi thống khổ mà một dân tộc phải chịu đựng.
Theo đặc phái viên Chi Phương từ Đài phát thanh quốc tế Pháp cho rằng, người mẹ trong phim đã giúp gợi lên vết thương và ám ảnh mà chiến tranh để lại. Người này cũng nói thêm, "Hiếm có bộ phim nào tại Liên hoan phim Cannes năm nay khiến khán giả vừa vỗ tay vừa giàn giụa nước mắt ở rạp Debussy, như phim Việt và Nam". Trong liên hoan phim quốc tế QCinema được diễn ra ở Philippines, ban giám khảo của cuộc thi đã ca ngợi bộ phim thành công trong việc gợi lên sự hiện diện ám ảnh của chấn thương và những ký ức gắn liền với cảnh quan. Đồng thời, phim đã dẫn dắt nhẹ nhàng người xem đến một câu chuyện tình yêu diễn ra sâu bên trong những mỏ than. Trên trang web tổng hợp đánh giá Rotten Tomatoes, 100% trong số 18 bài phê bình được xác định là tích cực, với điểm trung bình là 7.5/10. Trang Metacritic sử dụng công thức bình quân gia quyền, đã chấm bộ phim số điểm 80/100 dựa trên 6 nhà phê bình, cho thấy "nhìn chung là thuận lợi".
Nhà phê bình Lovia Gyarkye trên tạp chí The Hollywood Reporter cho rằng việc phim bị cấm chiếu ở nước nhà đã khẳng định cho sự nhạy cảm của vết thương còn đang hở mà tác phẩm dẫn dắt. Các cảnh trong phim cũng được quay một cách dịu dàng, gợi cảm làm Gyarkye liên tưởng đến tác phẩm All We Imagine as Light của Payal Kapadia. Hai diễn viên chính đã khắc họa nhân vật thành công với vẻ ngoài của sự thương cảm. Ngoài ra, đạo diễn thông qua chỉnh sửa từ nhà biên tập Félix Rehm, phim đã giải phóng cốt truyện khỏi tuyến tính và chơi đùa với các sự kiện trong phim, điều này đã nâng cao tính thiền trong điện ảnh. Nhưng cách tiếp cận này cũng có thể là một thử thách đối với những người không thích hợp để chấp nhận những luồng suy nghĩ liên kết. Nó đã khiến cho mối quan hệ giữa Việt và Nam chứa thêm nhiều khoảnh khắc nổi bật, trở nên có vẻ thứ yếu hơn so với việc khai thác lịch sử.

### Giải thưởng
| Năm  | Giải thưởng                                             | Hạng mục                                                         | Đề cử           | Kết quả   | Nguồn  |
| ---- | ------------------------------------------------------- | ---------------------------------------------------------------- | --------------- | --------- | ------ |
| 2024 | Liên hoan phim Cannes lần thứ 77                        | Nhãn quan độc đáo                                                | Trong lòng đất  | Đề cử     | [ 22 ] |
| 2024 | Liên hoan phim Cannes lần thứ 77                        | Cành cọ queer                                                    | Trương Minh Quý | Đề cử     | [ 31 ] |
| 2024 | Giải thưởng Màn ảnh Châu Á – Thái Bình Dương lần thứ 17 | Nhà quay phim xuất sắc nhất                                      | Son Dong        | Đề cử     | [ 32 ] |
| 2024 | Liên hoan phim quốc tế Munich                           | Giải CineRebels                                                  | Trong lòng đất  | Đoạt giải | [ 33 ] |
| 2024 | Liên hoan phim quốc tế QCinema lần thứ 12               | Làn sóng Tiếp theo của châu Á                                    | Trong lòng đất  | Đoạt giải | [ 27 ] |
| 2024 | Liên hoan phim quốc tế Singapore                        | Phim châu Á xuất sắc – Giải thưởng của Hội phê bình phim quốc tế | Trong lòng đất  | Đoạt giải | [ 34 ] |
| 2024 | Liên hoan phim quốc tế Singapore                        | Phim châu Á xuất sắc – Đạo diễn xuất sắc                         | Trương Minh Quý | Đoạt giải | [ 34 ] |
| 2024 | Liên hoan phim thế giới Băng Cốc                        | Giải Ban giám khảo                                               | Trương Minh Quý | Đoạt giải | [ 35 ] |
| 2024 | Liên hoan phim Sydney                                   | Giải phim Sydney                                                 | Trong lòng đất  | Đề cử     | [ 36 ] |
| 2024 | Liên hoan phim quốc tế New Zealand                      | Fresh Competition                                                | Trong lòng đất  | Đoạt giải | [ 37 ] |
| 2024 | Liên hoan phim Mới FNC tại Montréal lần thứ 53          | Giải Fierté Montréal                                             | Trong lòng đất  | Đề cử     | [ 38 ] |
| 2024 | Liên hoan phim châu Á Jogja-NETPAC                      | Giải Hanoman Bạc                                                 | Trong lòng đất  | Đoạt giải | [ 39 ] |

## Tranh cãi

### Bị cấm phát hành
Theo quy định của Bộ Văn hóa, Thể thao và Du lịch, phim Việt Nam phải xin phép để được dự thi quốc tế. Vì vậy, sau khi phim được xác nhận công bố lọt vào vòng tranh giải tại Liên hoan phim Cannes vào tháng 4 năm 2024, nhà sản xuất bộ phim đã gửi đơn xin cấp phép đến Cục Điện ảnh nhưng sau đó phía Cục khẳng định "chưa xem" do bản phim bị lỗi. Đến ngày 9 tháng 5, ông Vi Kiến Thành – Cục trưởng Cục Điện ảnh ra thông cáo tuyên bố từ chối cấp phép cho bộ phim. Lý do từ chối cũng không được nêu ra cụ thể. Tuy nhiên, trên Screen International lại cho rằng bộ phim bị cấm chiếu vì "cái nhìn u ám, bế tắc" về đất nước và con người Việt Nam. Tạp chí này cũng khẳng định chủ đề LGBT không phải là lý do mà bộ phim này bị cấm do chính sách cởi mở về xu hướng tính dục gần đây của Chính phủ Việt Nam. Sau khi bị từ chối phát hành, tờ báo Giáo dục & Thời đại cho rằng, tên nhân vật trong phim và màu sắc phim đã khẳng định nhiều chi tiết ẩn dụ của đạo diễn "đụng chạm" tới lòng yêu nước và tự tôn dân tộc của Việt Nam. Đồng thời cũng cho biết việc "phản biện tích cực (lịch sử)" sẽ được ủng hộ, tuy nhiên, bộ phim đã "đặt lại lịch sử [...] cực đoan". Trong tiêu đề bài viết cũng cho rằng nhiều người Việt đã ủng hộ lệnh cấm.